# 임창욱
임창욱(林昌郁, 1949년 5월 7일 ~ )은 대한민국의 기업인이다. 원래는 미원그룹의 회장이었지만, 현재는 대상그룹의 명예회장이다. 본관은 조양이다.

## 학력
- 1968년 서울고등학교 졸업
- 1975년 한양대학교 화학공학 학사
- 1978년 와세다대학교 대학원 고분자공학 석사

## 경력
- 1997년 대상그룹 명예회장
- 대상문화재단 이사장
- 1987년 ~ 1997년 미원그룹 회장
- 1980년 한남화학 대표이사
- 1979년 ~ 1987년 미원그룹 부회장
- 1978년 미원종합개발 대표이사

## 가족 관계
- 아버지 : 임대홍 (林大洪, 1920년 4월 27일 ~ 2016년 4월 5일)
  - 배우자 : 박현주 (朴賢珠, 1952년 3월 7일 ~ )
    - 장녀 : 임세령 (林世玲, 1977년 8월 13일 ~ )
    - 차녀 : 임상민 (林尚敏, 1980년 6월 6일 ~ )